# 中国大陆报纸列表
本條目是在中国大陆发行的报纸的列表。中国大陸共有日报816家，非日报1344家。

## 按主管单位级别排列
| 报刊     | 主管单位级别 | 主管单位             | 主管单位性质         |
| -------- | ------------ | -------------------- | -------------------- |
| 人民日报 | 正国级       | 中国共产党中央委员会 |                      |
| 光明日报 | 正国级       | 中国共产党中央委员会 |                      |
| 解放军报 | 正国级       | 中央军事委员会       |                      |
| 环球时报 | 正部级       | 人民日报社           | 中共中央直属事业单位 |
| 经济日报 | 正部级       | 中宣部               | 中共中央职能部门     |
| 参考消息 | 正部级       | 新华社               | 国务院直属事业单位   |
| 新京报   | 正局级       | 中共北京市委宣传部   |                      |

## 国家级报纸
“国家级报纸”，也作“全国性报纸”。以下列出在中国境内全国发行的付费报刊，以字典序排列。表示该报刊是机关报。
| 名称         | 刊期         | 主办单位                      | 创办日期       | 发行量（万）          | 发行量统计年份                                                         | 简介                                                                                        | 来源                        |
| ------------ | ------------ | ----------------------------- | -------------- | --------------------- | ---------------------------------------------------------------------- | ------------------------------------------------------------------------------------------- | --------------------------- |
| 参考消息     | 日报         | 新华社                        | 1931年11月7日  | 307.3                 | 2016年                                                                 | 一度是中国发行量最大的报纸。                                                                | [ 9 ] [ 10 ]                |
| 电脑报       | 周报         | 重庆市科学技术协会            | 1992年1月3日   | 75                    | 2007年                                                                 |                                                                                             | [ 11 ] [ 12 ]               |
| 工人日报     | 日报         | 中华全国总工会                | 1949年7月15日  | 250                   | 2001年                                                                 | 中华全国总工会机关报。                                                                      | [ 13 ] [ 14 ] [ 15 ]        |
| 光明日报     | 日报         | 光明日报报业集团              | 1949年6月16日  | 95                    | 2016年                                                                 | 曾是中国民主同盟机关报，现为中共中央机关报之一。                                            | [ 16 ] [ 17 ]               |
| 环球时报     | 日报         | 人民日报社                    | 1993年1月3日   | 150                   | 2016年                                                                 | 2009年4月20日开设英文版。                                                                   | [ 18 ] [ 19 ]               |
| 解放军报     | 日报         | 解放军报社                    | 1956年1月1日   | 40                    | 2012年                                                                 | 中央军委机关报。                                                                            | [ 20 ] [ 21 ]               |
| 经济参考报   | 周一至五     | 新华社                        | 1981年7月1日   | 40                    | 1999年                                                                 | 中国首份专门进行经济类报道的报纸。逢周一会出版《金融街周刊》。                              | [ 22 ] [ 23 ] [ 24 ] [ 25 ] |
| 经济观察报   | 周一         | 三联集团                      | 2001年4月16日  | 未                    | 中国发行量最大的经济周报。与其他经济新闻类报纸相比，该报主打深度报道。 | [ 26 ] [ 27 ] [ 28 ] [ 29 ]                                                                 |                             |
| 企业观察报   | 周一至周五   | 国家国资委                    | 2013年7月1日   | 10                    | 2020年                                                                 | 中国企业改革与发展研究会学术背景，面向企业家读者，关注企业热点事件、热点话题和重要人物。    |                             |
| 经济日报     | 日报         | 中宣部                        | 1983年1月1日   | 87.45                 | 2017年                                                                 | 国务院机关报。                                                                              | [ 30 ] [ 31 ]               |
| 人民日报     | 日报         | 人民日报社                    | 1948年6月15日  | 320                   | 2018年                                                                 | 中共中央机关报。                                                                            | [ 32 ] [ 33 ]               |
| 时代周报     | 周一         | 广东时代传媒有限公司          | 2008年11月18日 | 1                     | 2010年                                                                 |                                                                                             | [ 34 ] [ 35 ]               |
| 体坛周报     | 周一、三、五 | 体坛周报编辑部                | 1988年7月1日   | 160                   | 2014年                                                                 | 前身是湖南省体委的机关报。旗下有《足球周刊》等品牌。                                        | [ 36 ] [ 37 ] [ 38 ] [ 39 ] |
| 消费日报     | 日报         | 中国轻工业联合会              | 1985年1月3日   | 30                    | 2015年                                                                 | 通常采编与生产民生产品企业相关的新闻。                                                      | [ 40 ] [ 41 ] [ 42 ]        |
| 新华每日电讯 | 日报         | 新华社                        | 1993年1月1日   | 150                   | 2017年                                                                 | 该报以时政新闻为主，被多个部队列为必订报纸。                                                | [ 43 ] [ 44 ] [ 45 ]        |
| 中国电视报   | 周四         | 中国中央电视台                | 1981年1月1日   | 200                   | 2014年                                                                 | 介绍、评价中央电视台的节目资源，刊登部分频道的节目表，报道影视新闻。                        | [ 46 ] [ 37 ]               |
| 中国儿童报   | 周一         | 中国少年儿童新闻出版总社      | 1946年2月16日  | 100                   | 1986年                                                                 | 小学生中低年级少先队队报。1960年发行量曾达到600万，后曾与《中国少年报》合并发行过一段时间。 | [ 47 ] [ 48 ]               |
| 中国妇女报   | 周六         | 中华全国妇女联合会            | 1984年10月     | 30                    | 2013年                                                                 | 中华全国妇女联合会机关报。                                                                  | [ 49 ] [ 50 ] [ 51 ]        |
| 中国教育报   | 日报         | 中国教育报刊社                | 1983年3月3日   | 40                    | 1993年                                                                 | 中华人民共和国教育部创办、主管，是该机构的机关报。                                          | [ 52 ] [ 53 ]               |
| 中国经营报   | 周一         | 中国社会科学院工业经济研究所  | 1985年1月5日   | 38                    | 2007年                                                                 | 中国社会科学院主管。                                                                        | [ 54 ] [ 55 ] [ 56 ] [ 57 ] |
| 中国青年报   | 日报         | 中国青年报社                  | 1951年4月27日  | 100                   | 2013年                                                                 | 共青团中央机关报。                                                                          | [ 58 ] [ 59 ]               |
| 中国日报     | 日报         | 中宣部                        | 1981年6月1日   | 90（全球） 60（海外） | 2015年                                                                 | 创刊时为当时唯一一份全国性全英文报纸。                                                      | [ 60 ] [ 61 ]               |
| 中国少年报   | 周三         | 中国少年儿童新闻出版总社      | 1951年11月5日  | 40                    | 2016年                                                                 | 中国少先队队报。曾在1981年创下1120万份的发行纪录。                                          | [ 62 ] [ 63 ] [ 64 ]        |
| 中国证券报   | 日报         | 新华社                        | 1993年1月3日   | 未                    | 旨在向股民宣传中国证券市场相关政策。                                   | [ 65 ]                                                                                      |                             |
| 中华读书报   | 周一         | 光明日报报业集团 中国出版协会 | 1994年         | 未                    | 受众为文学爱好者。                                                     | [ 66 ] [ 67 ]                                                                               |                             |

### 於全国合法發行的香港报纸
- 東方日報
- 太陽報
- 大公报
- 文汇报
- 成报
- 香港商报

## 省或自治区报纸
注：以斜体标注的报纸表示已停刊。

### 北京市
- 人民日报
- 人民日报海外版
- 市场报
- 环球时报
- 健康时报
- 讽刺与幽默
- 中国汽车报
- 中国电力报
- 北京日报
- 北京晚报
- 京郊日报
- 体育快报
- 中国信息报
- 中国建材报
- 解放军报
- 中国国防报
- 新京报
- 华夏时报
- 中国妇女报
- 中国花卉报
- 中国文化报
- 中国医学论坛报
- 北京法制报
- 中国交通报
- 中国石化报
- 中国煤炭报
- 中国劳动保障报
- 北京现代商报
- 公益时报
- 中国老年报
- 中国社会报
- 中国民航报
- 中国畜牧报
- 北京青年报
- 中学时事报
- 北京少年报
- 北京青年周刊
- 健康报
- 健康文摘报
- 中华工商时报
- 北京晨报
- 作家文摘报
- 中国贸易报
- 中国少年报
- 中国乡镇企业报
- 中国质量报
- 中国冶金报
- 人民邮电
- 中国集邮报
- 中国网友报
- 信息早报
- 21世纪报
- 中国证券报
- 中国保险报
- 音乐周报
- 民主与法制时报
- 北京科技报
- 计算机世界
- 网络世界
- 中国建设报
- 中国消费者报
- 中国汽车报
- 科技日报
- 纺织导报
- 检察日报
- 中国房地产报
- 中国企业报
- 企业观察报
- 中国邮政报
- 中国电子报
- 通信产业报
- 中国计算机报
- 高新技术产业报
- 光明日报
- 京华时报
- 中华读书报
- 文摘报
- 中国商报
- 企业家日报
- 收藏拍卖导报
- 中国经济导报
- 中国电脑教育报
- 中国税务报
- 中国水利报
- 宣武报
- 经济日报
- 北京娱乐信报
- 中国体育报
- 世界体育周报
- 国际商报
- 中国环境报
- 人民法院报
- 中国工商报
- 市场信息报
- 中国食品报
- 金融时报
- 人民政协报
- 消费日报
- 人民公安报
- 科学时报
- 中国气象报
- 中国经营报
- 精品购物指南
- 中国包装报
- 中国中医药报
- 中国教育报
- 中国教师报
- 法制日报
- 中国青年报
- 青年参考
- 国际经贸消息
- 中国石油报
- 中国旅游报
- 学习时报
- 中国演员报
- 中国经济时报
- 证券时报
- 中国纺织报
- 首都建设报

### 天津市
- 今晚报
- 渤海早报
- 中老年时报
- 天津日报
- 每日新报
- 城市快报
- 采风报
- 球迷
- 假日100天

### 重庆市
- 重庆日报
- 重庆晨报
- 重庆晚报
- 重庆经济报
- 电脑报
- 大众网络报
- 武陵都市报
- 重庆时报
- 万州日报
- 重庆广播电视报
- 重庆商报
- 重庆青年报
- 三峡都市报

### 江苏省
- 南京日报
- 无锡日报
- 新华日报
- 扬子晚报
- 南京晨报
- 江苏经济报
- 江苏广播电视报
- 江苏邮电报电信
- 江苏工人报
- 电子电脑报
- 金陵晚报
- 周末
- 星期五
- 东方卫报
- 江苏商报
- 江苏法制报
- 精品健康导刊
- 江南时报
- 现代快报+
- 今日商报
- 江苏电力报
- 镇江日报
- 京江晚报
- 宿迁日报
- 宿迁晚报
- 江南晚报
- 江南保健报
- 华东旅游报
- 南通日报
- 江海晚报
- 彭城晚报
- 东台日报
- 苏州日报
- 姑苏晚报
- 城市商报
- 名城早报
- 苏州广播电视报
- 淮安日报
- 淮海晚报
- 盐阜大众报
- 高邮日报
- 扬州日报
- 扬州晚报
- 扬州广播电视报
- 泰州日报
- 泰州晚报

### 辽宁省
- 沈阳日报
- 沈阳晚报
- 沈阳今报
- 都市家庭报
- 晚晴报
- 辽宁广播电视报
- 辽宁老年报
- 小学生报
- 辽宁日报
- 辽宁日报海外版
- 辽宁朝鲜文报（려닝신문）
- 辽宁农民报
- 辽沈晚报
- 球报
- 北方晨报
- 辽宁法制报
- 营口日报
- 大连日报
- 新商报
- 足球周报
- 半岛晨报
- 大连晚报
- 大连开发区报
- 锦州日报
- 锦州晚报
- 辽西商报
- 葫芦岛日报
- 葫芦岛晚报
- 鞍山日报
- 千山晚报
- 现代女报
- 华商晨报

### 吉林省
- 新文化报
- 吉林日报
- 东亚经贸新闻
- 城市晚报
- 吉林科技报
- 延吉晚报
- 英语辅导报
- 作文评点报

### 黑龙江省
- 黑龙江工人报
- 黑龙江日报
- 黑龙江农村报
- 老年日报
- 生活报
- 新都市报
- 哈尔滨日报
- 新晚报
- 七台河日报
- 牡丹江晨报
- 牡丹江日报
- 大庆日报
- 大庆晚报
- 科学生活报
- 北方时报
- 黑龙江经济报
- 伊春广播电视报

### 河北省
- 河北日报
- 燕赵都市报
- 河北商报
- 杂文报
- 书刊报
- 河北工人报
- 河北法制报
- 河北经济日报
- 石家庄日报
- 燕赵晚报
- 生活早报
- 邯郸晚报
- 承德日报
- 承德晚报
- 石油管道报
- 牛城晚报
- 邢台日报
- 邢周报
- 唐山劳动日报
- 唐山晚报
- 保定晚报

### 山西省
- 太原日报
- 太原晚报
- 山西商报
- 市场信息报
- 学习报
- 语文报
- 集邮报
- 老友报
- 山西日报
- 山西晚报
- 山西农民报
- 三晋都市报
- 大同日报
- 大同晚报
- 英语周报
- 长治日报
- 生物报
- 中学生阅读报
- 小学生拼音报

### 山东省
- 济南日报
- 济南时报
- 都市女报
- 当代健康报
- 人口导报
- 山东邮电报
- 视周刊
- 经济观察报
- 大众日报
- 农村大众
- 齐鲁晚报
- 生活日报
- 大众电脑报
- 经济导报
- 枣庄日报
- 潍坊日报
- 青岛日报
- 青岛早报
- 青岛晚报
- 青岛画报
- 老年生活报
- 半岛都市报
- 青岛财经日报
- 莱芜日报
- 烟台日报
- 烟台晚报
- 生活周报
- 今晨6点
- 鲁中晨报
- 东营日报
- 黄河口晚刊
- 淄博日报
- 淄博晚报
- 泰安日报
- 济宁日报
- 临沂日报
- 沂蒙晚报
- 滕州日报
- 菏泽日报
- 牡丹晚报

### 安徽省
- 江淮晨报
- 合肥晚报
- 东方体育报
- 文摘周刊
- 安徽老年报
- 安徽交通报
- 池州日报
- 安徽日报
- 新安晚报
- 现代农村报
- 安徽商报
- 安徽经济报
- 安徽广播电视报
- 马鞍山日报
- 皖江晚报
- 芜湖日报
- 大江晚报
- 当代财富报
- 蚌埠日报
- 市场星报
- 合肥日报
- 今日生活报（简称今报）
- 合肥晚报•环湖晨刊

### 浙江省
- 浙江日报
- 钱江晚报
- 今日早报
- 美术报
- 家庭教育导报
- 浙江老年报
- 少年儿童故事报
- 浙江广播电视报（现名浙江城市广播电视报）
- 杭州日报
- 都市快报
- 城报
- e时代周报
- 萧山日报
- 湖州日报
- 湖州晚报
- 湖州广播电视报
- 绍兴日报
- 绍兴晚报
- 天天商报
- 台州日报
- 台州晚报
- 宁波日报
- 宁波晚报
- 东南商报
- 嘉兴日报
- 南湖晚报
- 舟山日报
- 舟山晚报
- 衢州日报
- 温州日报
- 温州晚报
- 温州都市报
- 義烏商報
- 金华日报
- 金华晚报
- 兰江导报
- 信息参考报
- 浙江工人日报
- 每日商报
- 新侨报
- 新民生报

### 福建省
- 福建日报
- 每周文摘
- 海峡都市报
- 小学生周报
- 东南快报
- 海峡消费报
- 莆田晚报
- 莆田侨乡时报
- 福州日报
- 福州晚报
- 东南快报
- 湄州日报
- 闽东日报
- 闽南日报
- 闽西日报
- 闽北日报
- 石狮日报
- 厦门日报
- 厦门晚报
- 海峡生活报
- 海峡导报
- 泉州晚报
- 泉州晚报海外版
- 东南早报
- 三明日报
- 福建侨报
- 海峡摄影时报
- 环境与发展报

### 江西省
- 江西日报
- 江南都市报
- 今日家庭报
- 信息日报
- 家庭医生报
- 新余日报
- 九江日报
- 浔阳晚报
- 南昌日报
- 南昌晚报
- 新法制报
- 赣南日报
- 南昌商报
- 瑞金报
- 修水报

### 河南省
- 河南日报
- 大河报
- 河南农村报
- 大河文摘报
- 中原铁道报
- 河南商报
- 中小学电脑报
- 经济视点报
- 郑州日报
- 郑州晚报
- 东方家庭报
- 粮油市场报
- 中学生时事政治
- 河南广播电视报
- 新乡日报
- 焦作日报
- 鹤壁日报
- 淇滨晚报
- 许昌日报
- 周口日报
- 平顶山日报
- 平顶山晚报
- 信阳广播电视报
- 漯河内陆特区报
- 洛阳日报
- 洛阳晚报
- 南阳日报
- 南阳晚报
- 三门峡日报
- 开封日报
- 汴梁晚报
- 灵宝晚报
- 河南法制报
- 今日消费
- 河南工人日报
- 济源日报
- 驻马店日报

### 湖北省
- 湖北日报
- 楚天都市报
- 楚天金报
- 长江日报
- 武汉晨报
- 武汉晚报
- 长江商报
- 农村新报
- 体育周报
- 荆门日报
- 荆门晚报
- 荆州日报
- 咸宁日报
- 南鄂晚报
- 三峡日报
- 三峡晚报
- 三峡商报
- 十堰广播电视报
- 湖北电力报

### 湖南省
- 湖南日报
- 家庭导报
- 现代消费报
- 三湘都市报
- 金鹰报（原湖南广播电视报）
- 文萃
- 科技导报
- 体坛周报
- 湘声报
- 东方新报
- 长沙晚报
- 品周报
- 国防知识报
- 湖南科技报
- 湖南经济报
- 潇湘晨报
- 大众卫生报
- 今日女报
- 株洲日报
- 湘潭日报
- 邵阳日报
- 岳阳日报
- 张家界日报
- 益阳日报
- 湘西团结报
- 浏阳日报

### 广东省
- 南方日报
- 南方周末
- 南方都市报
- 南方农村报
- 南方体育
- 城市画报
- 21世纪经济报道
- 21世纪环球报道
- 羊城晚报
- 羊城体育
- 新快报
- 信息时报
- 广东建设报
- 广东工商报
- 足球报
- 广州日报
- 羊城地铁报
- 现代育儿报
- 赢周刊
- 广州文摘报
- 舞台与银幕
- 民营经济报
- 番禺日报
- 清远日报
- 深圳特区报
- 晶报
- 深圳晚报
- 深圳商报
- 深圳都市报
- 深圳法制报
- 蛇口消息报
- Shenzhen Daily（英文深圳日报）
- 汕头日报
- 汕头特区晚报
- 汕头都市报
- 特区青年报
- 潮汕少年周刊
- 国际日报中国版
- 湛江日报
- 湛江晚报
- 惠州日报
- 东江时报
- 河源日报
- 河源晚报
- 中山日报
- 中山商报
- 珠海特区报
- 珠江晚报
- 茂名日报
- 茂名晚报
- 茂名侨报
- 珠海广播电视
- 华南新闻
- 佛山日报
- 珠江时报
- 珠江商报
- 江门日报
- 东莞日报
- 东莞时报
- 韶关日报
- 西江日报
- 肇庆都市报道
- 梅州日报
- 潮州日报
- 揭阳日报
- 汕尾日报
- 阳江日报
- 云浮日报

### 广西壯族自治区
- 广西日报
- 南国早报
- 南国今报
- 当代生活报
- 八桂都市报
- 南宁晚报
- 广西政法报
- 广西市场报
- 广西工人报
- 广西电力报
- 玉林日报
- 河池日报
- 北海日报
- 左江日报
- 右江日报
- 柳州日报
- 梧州日报
- 钦州日报
- 贺州日报
- 百色早报

### 陕西省
- 陕西日报
- 三秦都市报
- 今早报
- 当代女报
- 华商报
- 西安晚报
- 西安商报
- 美报
- 教师报
- 农业科技报
- 宝鸡日报
- 西安广播电视报
- 开发区导报
- 西北信息报

### 甘肃省
- 甘肃日报
- 甘肃农民报
- 兰州晨报
- 兰州晚报
- 西部商报
- 甘南日报
- 武威日报
- 陇南日报
- 天水日报
- 金昌日报
- 白银日报
- 嘉峪关日报
- 定西日报
- 酒泉日报
- 平凉日报
- 张掖日报
- 陇东报
- 临夏州民族日报

### 新疆維吾爾自治区
- 工人时报
- 新疆广播电视报
- 巴音郭楞日报

### 四川省
- 四川日报
- 四川农村日报
- 华西都市报
- 文摘周报
- 金融投资报
- 21世纪体育报
- 晚霞报
- 家庭与生活报
- 成都日报
- 成都晚报
- 成都商报
- 每日经济新闻
- 天府早报
- 新城快报
- 电脑商情报
- 读者报
- 电子报
- 中国美容时尚
- 四川法制报
- 四川经济报
- 西南铁道报
- 国防时报
- 西南商报
- 西部金融报
- 招生考试报
- 四川政协报
- 四川税务报
- 四川科技报
- 精神文明报
- 广安日报
- 遂宁日报
- 绵阳晚报
- 雅安日报
- 自贡日报
- 巴中日报
- 乐山日报
- 凉山日报
- 阿坝日报
- 宜宾晚报
- 广元日报
- 南充日报

### 云南省
- 云南日报
- 昆明日报
- 昭通日报
- 曲靖日报
- 楚雄日报
- 红河日报
- 文山日报
- 普洱日报
- 西双版纳报（傣文版）
- 大理日报
- 保山日报
- 德宏团结报（傣文版·景颇文版·傈僳文版·载瓦文版）
- 怒江报（傈僳文版）
- 丽江日报
- 云南经济日报
- 云南信息报
- 蜜蜂报
- 春城晚报
- 环球游报
- 文摘周刊
- 云南老年报
- 临沧日报
- 玉溪日报
- 迪庆日报（藏文版）
- 云南政协报
- 学生新报
- 都市时报
- 民族时报
- 云南法制报
- 滇中新区报
- 胞波（缅文）
- 云南旅游文化时报（中英文）

### 贵州省
- 贵州日报
- 贵州都市报
- 贵州商报
- 西部开发报
- 经济信息时报
- 贵阳晚报
- 六盘水日报
- 六盘水晚报
- 黔西南日报

### 西藏自治区
- 西藏日报
- 拉萨晚报
- 西藏广播影视报

### 宁夏回族自治区
- 宁夏日报
- 新消息报
- 银川晚报
- 华兴时报
- 法治新报
- 现代生活报

### 海南省
- 海南日报
- 南国都市报
- 南岛晚报
- 海南农垦报
- 证券导报
- 法制时报
- 海口晚报
- 海南特区法制报
- 海南声屏报
- 三亚晨报
- 小学生报
- 海南特区报
- 国际旅游岛商报（海南经济报）

## 地级著名报纸
- 长沙晚报
- 成都商报
- 华西都市报
- 燕赵都市报
- 海峡都市报
- 盐阜大众报
- 新民晚报
- 钱江晚报
- 南方日报
- 南方都市報
- 广州日报
- 羊城晚报
- 新快报
- 信息时报

## 专业性报纸
- 中国集报信息
- 中国报目报
- 申报
- 大公报（从清朝末年到民国时期再到文革时期，中国大陆出版过的版本可分为1949年以前旧大公报时期和1949年至1966年的北京版大公报，此外仅在香港出版至今）

## 免费报纸
- 羊城地铁报
- I时代报
- 新城快报